# 숀 맥칸
숀 매캔(Sean McCann, 1935년 9월 24일 ~ 2019년 6월 13일)은 캐나다의 배우이다.
윈저에서 태어났으며 토론토에서 사망하였다.

## 출연 작품
- 베스트 크리스마스 파티 에버 (2014년)
- 터미널 (2012년)
- 웨딩 워즈 (2006년)
- 더 리버 킹l (2005년)
- 엠블런스 걸 (2005년)
- 세퍼릿 피스 (2004년)
- 모스 (2004년)
- 미라클 (2004년) - 월터 부시 역
- 더 펜타곤 페이퍼스 (2003년)
- 시카고 (2002년)
- 레이건 저격 사건 (2001년)
- 엔클로저 법 (2000년)
- 큐비스트 (2000년)
- 비밀 (2000년)
- 우먼 원티드 (1999년) - 케빈 역
- 누가 엘리를 죽였는가? (1998년)
- 사이먼 버치 (1998년)
- 사랑의 기도 (1997년)
- 디펜더스 - 페이백 (1997년)
- 어플릭션 (1997년)
- 갱 인 블루 (1996년)
- 낸시 이야기 (1995년)
- 앵커우먼 제시카 (1995년)
- 크레이지 토미 보이 (1995년)
- 아이언 이글 4 (1995년) - 윌콕스 역
- 밀리언 달러 베이비 (1994년)
- 독 안에 들어간 쥐 (1994년)
- 에어 (1994년)
- 보더타운 카페 (1993년)
- 이웃 (1993년)
- 의혹의 함정 (1993년) - 놀런 역
- 깨어진 약속 (1993, Broken Promises: Taking Emily Back)
- 표적 (1991년)
- 네이키드 런치 (1991년)
- 갈등의 땅 (1990년)
- 마인드필드 (1989년)
- 아름다운 오해 (1989년)
- 크리미날 로 (1988년)
- 빅 타운 (1987년)
- 잃어버린 날개 (1986년)
- 공포의 살포제 (1986년)
- 불행한 남자의 행복 (1986년)
- 나이트 히트 (1985년)
- 레클스 디스리가드 (1985년)
- 빨강머리 앤 (1985년)
- 더 가디언 (1984년)
- 호그 와일드 (1980년)
- 아틀란틱 시티 (1980년)
- 타이틀 샷 (1979년)
- 쓰리 카드 몬티 (1978년)
- 고양이 대습격 (1977년)

### 텔레비전
- 호보 (1979년)
- 13일의 금요일 - TV 시리즈 (1987년)